# 角川集團
KADOKAWA集團（日语：KADOKAWAグループ）是以KADOKAWA（原角川多玩国）为中心的出版、影像、游戏、Web服务的企业集团。2021年3月末，集团内KADOKAWA的合并子公司数为52家，适用权益法的关联公司数为17家。
虽然2013年，集團主體企業「角川控股集團」的商號以羅馬字更名为「KADOKAWA」，该集团在某些場合仍然以漢字称為「角川集團」。

## 概要

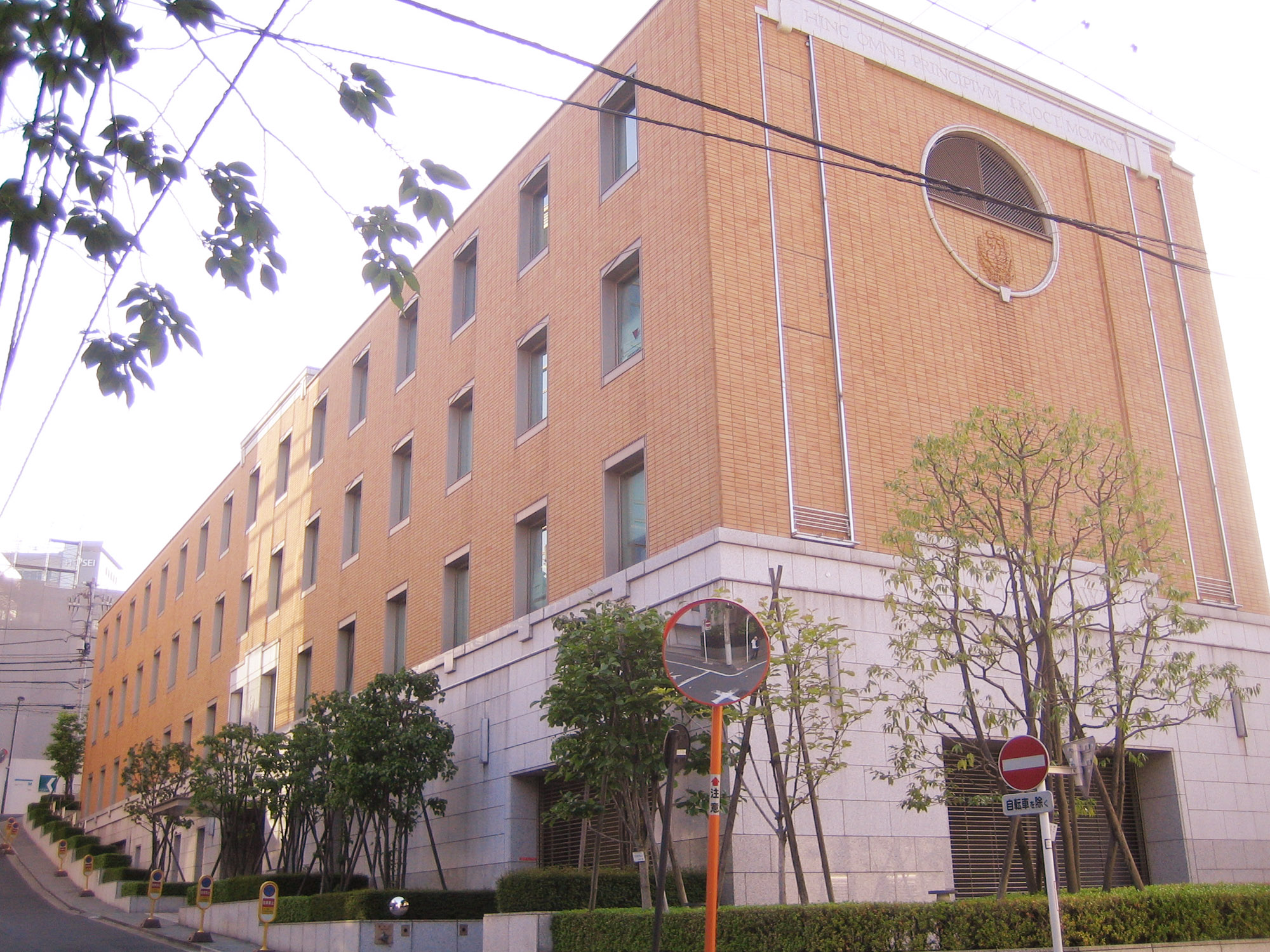
角川書店舊址，現KADOKAWA第2本社大樓

經營出版、映像、網絡媒體內容的企業集團。出版業務中以輕小說見長，旗下以角川書店為中心，包括ASCII MEDIA WORKS、富士見書房、ENTERBRAIN、MEDIA FACTORY在內的事業品牌，自舊ASCII時期開始出版的PC·IT類雜誌和書籍，與作為角川書店立足原點的日本文學、短歌、俳句相關書籍，以及起源於角川文庫的文庫本出版業務一道，構成了集團出版事業的核心。
映像方面，集團跨媒體製作戰略的核心是從角川春樹事務所時期開始使用，已成為角川書店事業品牌的「角川映畫」；納入集團的MEDIA FACTORY也一直開展電影、動畫、音樂事業。集團旗下《television》《東京Walker》為代表的資訊雜志，諸如網絡動畫配信的互聯網媒體內容，和移動媒體內容一起被定位為「跨媒體事業」。
曾以角川書店作為集團事業中心，後採取營業、流通業務與出版業務分離的策略，實行角川出版集團（角川GP）負責營業、流通業務，角川書店、角川學藝出版、KIDS NET等公司負責出版業務的體制，角川書店、ASCII MEDIA WORKS、富士見書房等關聯企業的營業機能向角川GP統一轉移集中。
亦曾分拆角川書店除出版事業之外的部門，由角川雜誌統括跨媒體部門，角川映畫統括映像內容部門，後者於2011年再度並入角川書店，使其得以同時發展出版和映像業務，角川映畫從此作為角川集團映像事業品牌存續。此外，設立角川遊戲開展家用遊戲軟件業務，角川CONTENTS GATE（現BOOK WALKER）提供移動媒體內容服務，如動畫配信和電子書籍平台「BOOK☆WALKER」。
海外方面，以1999年設立的「台灣國際角川書店」（現台灣角川）作為跨出日本的第一步；2005年於香港設立「角川集團中國」（現角川集團亞洲）和「角川香港」（現香港角川），前者成為角川集團在亞洲除日本外事業的統括中心，後者負責台灣角川出版品在港澳的銷售；2010年，與中南出版傳媒集團合資成立「廣州天聞角川動漫」，在中國大陸引進出版角川集團出版物。
2013年3月28日，角川GHD宣布同年6月22日變更商號為KADOKAWA，同年10月1日合併旗下9家子公司。作為先行準備，同年4月1日角川GHD合併角川GP，中經出版合併新人物往来社。被合併子公司業務由KADOKAWA承繼，以「品牌公司」名義成為社內品牌，各公司原先發行文庫存續。
2014年5月14日，KADOKAWA宣布與存在資本和業務提攜關係的IT關聯企業多玩國進行經營整合；同年10月1日設立共同母公司角川多玩国，將KADOKAWA和多玩國納入旗下。
2019年5月14日，角川多玩国宣布将于同年7月1月更改商号为KADOKAWA，承继旧KADOKAWA的一切事业。

## 沿革
1945年
- 由日本國文學者角川源義創設角川書店。

1954年
- 角川書店改設為法人公司(現在為KADOKAWA)。

2003年
- 4月，「株式会社角川書店」變更商号為「株式会社角川控股」（Kadokawa Holdings, Inc.，簡稱「角川HD」），另新設角川書店繼承業務。

2004年
- 3月，取得「日本先驅映画」、「MediaLeaves」及其子公司股份。
- 4月，「角川大映映画」及「Toskadomain」合併，商号變更為「角川映画」。
- 9月，股票在東京證券交易所從市場第二部移到第一部上市。

2005年
- 4月，「角川集團中國」及「角川香港」在香港設立。
- 8月，與日本先驅映画交換持股，其商號變更為「角川先驅映畫」、子公司化。
- 10月，從角川書店分割出「富士見書房」。
- 11月，取得香港「洲立集團」股份。

2006年
- 3月，角川映画與角川先驅映画合併，商號變更為「角川先驅映畫」。
- 7月，商号變更為「株式会社角川控股集團」（Kadokawa Group Holdings, Inc.，簡稱「角川GHD」）。

2007年
- 1月，角川書店因公司分割、商号變更為「角川出版集團」，再另設立角川書店。
- 3月，角川先驅映畫商號改回角川映画。

2008年
- 4月，「ASCII」與「MediaWorks」合併，商号變更為「ASCII Media Works」。

2009年
- 4月，取得「中經出版」股份。

2010年
- 4月，在中国大陆和「湖南天闻动漫传媒有限公司」合资的「广州天闻角川动漫有限公司」正式成立。[2]
- 10月，MediaLeaves與「enterbrain」合併。

2011年
- 1月，角川書店及角川映画合併。
- 3月，「角川雜誌」和enterbrain合併。
- 10月，取得「Media Factory」股份、並於11月15日正式入主。[3][4]

2013年
- 1月，角川集團中國變更商號「角川集團亞洲」。
- 2月，台灣角川書店由角川書店移至角川集團亞洲持有。
- 3月，成為多玩國第二大股東，取得其子公司「SKYSCRAPER」60%股份並納入集團旗下，更名「smiledge」。
- 4月，合併子公司角川出版集團；「新人物往来社」併入中經出版；角川大映攝影所從角川書店分割出來為「株式会社角川大映」。[5]
- 6月，商號變更為「株式会社KADOKAWA 」（KADOKAWA CORPORATION，簡稱「KWA Corp.」[6]），並於10月1日合併旗下角川書店、ASCII Media Works、角川雜誌、Media Factory、enterbrain、中經出版、富士見書房、角川學藝出版、角川著作，成為公司品牌運作。[7]
- 7月，「角川DIGIX」變更商號為「角川ASCII綜合研究所」；角川洲立集團持股全數出脫予豐德麗。
- 10月，設立「KADOKAWA International Edutainment株式會社」。
- 12月，取得「汐文社（日语：汐文社）」全部股份並將其子公司化。[8]

2014年
- 1月，於台灣設立「台灣角川國際動漫股份有限公司」。
- 3月，從KADOKAWA分割出「株式會社Walker47」。[9]
- 4月，「株式會社MOVIE TIME」變更商號為「株式會社角川UPLINK」；取得「FromSoftware」股份，同年5月21日正式入主。[10]
- 5月，宣布與多玩國進行經營整合，同年9月26日退市；股份轉移後的整合控股公司角川多玩国於同年10月1日成立並上市，KADOKAWA與多玩國成為其全資子公司。[11]
- 6月，KADOKAWA International Edutainment變更商號為「KADOKAWA Contents Academy株式會社」。

2015
- 4月，廢除分公司制的「品牌公司」、整編為事業部制（英语：Division (business)）的「局」；角川書店、中經出版、富士見書房等取消獨立組織，但原有品牌留存。[12]

2016
- 和马来西亚平方集团合作，创立角川平方。

2021
- 10月，騰訊收購角川透過第三方配股發行的新股，共持股 6.89％，成為日本角川第三大股東。[13][14]

2024
- 7月11日，取得「動畫工房」（株式会社動画工房）全部股份並將其子公司化[15]。

## 核心企業
株式会社KADOKAWA - 2003年，角川書店（初代）變更商號為「株式會社角川控股」（角川HD），控股公司化。2006年7月，社名變為「株式會社角川控股集團」（角川GHD）。2013年4月1日合併角川出版集團（第2代角川書店於2012年7月1日合併角川出版販售後的新公司），控股公司事業化。同年6月22日變更為現社名。2013年10月1日合併9家子公司，成為集團事業主體。

## 旗下關係企業

### 娛樂內容創作事業
- 株式會社角川遊戲 - 2009年4月1日設立。主營角川集團遊戲軟件開發與銷售事業。
- Glovision（日语：グロービジョン）株式會社 - 主營日語配音、日語字幕製作等後期製作業務。
- 株式會社角川大映Studio（日语：角川大映スタジオ） - 角川大映攝影所的工作室運營事業。2013年4月1日自角川書店分離。
- 株式會社角川ASCII綜合研究所 - 舊ASCII時期成立的研究機構，曾為ASCII MEDIA WORKS社內部門。2013年2月1日法人化，成為角川GHD直屬子公司，商號「株式會社角川ASCII綜合研究所」（第一代）。2013年7月1日被「株式會社角川DIGIX」合併，新公司商號更為現名（第二代）。
- 株式會社汐文社（日语：汐文社） - 主營兒童書籍出版。2013年12月26日獲得全部股份、子公司化。
- 株式會社FromSoftware - 主營遊戲軟件的開發與販售。2014年5月21日子公司化。
- 株式會社Acquire - 电子游戏开发商。2023年12月31日从GungHo收购为子公司。
- 株式會社動畫工房 - 動畫製作公司。2024年7月11日獲得全部股份、子公司化。

### 媒體與信息事業
- 株式會社K.Sense - 舊角川SS通信（日语：角川・エス・エス・コミュニケーションズ）與千趣會的合資公司，主營面向老年群體的通販事業。
- 株式會社角川UPLINK - 舊社名MOVIE TIME，全資子公司。主營電影院上映時間表、電視節目表的製作。
- 株式會社角川MEDIA HOUSE - 主營廣告代理業、《Cinecom_Walker》的出版業務。
  - 株式會社MOVIE TICKET（日语：ムビチケ） - 2011年7月設立，出資54.1%的子公司。主營電影的電子預售票販售業務，及負責售票網站的運營。
- 株式會社smiledge - 主營廣告的販售、企劃、製作。多玩國子公司Skyscraper設立後，經角川控股集團入股，變更商號為現名。
- 株式會社Walker47（日语：Walker47） - 主營新網絡服務運營業務。從KADOKAWA分割設立。

### 銷售與市場營銷
- 株式會社Building Book Center - 主營角川集團出版物裝訂、物流、預約等業務。
- 株式會社chara-ani - 出資76.3%的子公司。主營角色商品（character goods）的販售。原名Character and Anime Dot Com，2008年10月合併Toys Works。
- 株式會社BOOK WALKER - 主營電子書籍等電子內容的製作、配信和販售。2005年12月1日設立角川Mobile，2009年10月1日合併Movie gate、角川Incubation，商號變更為角川Content gate。2011年1月1日合併Words Gear。2012年7月1日變更為現商號。
- 株式會社角川BOOK NAVI

### 其他
- 株式會社ATX - 主營終端用戶電腦系統的受託開發。
- 株式會社eb-creative[16]

### 海外事業
- 角川集團亞洲有限公司（Kadokawa Holdings Asia Limited） - 設於香港，統括角川集團在亞洲投資（除中國大陸影城事業）的控股公司。2005年4月設立「角川集團中國有限公司」，2013年1月變更為現商號。
  - 香港角川有限公司（Kadokawa Hong Kong Limited） - 主要業務為代理台灣角川書籍在港澳的銷售和發行《Hongkong Walker》雜誌。2005年4月設立「角川香港」，2007年5月變更商號「角川洲立出版（亞洲）」，2013年7月變更為現名。
  - 台灣角川股份有限公司（KADOKAWA TAIWAN CORPORATION） - 出資85.1%的子公司。主要出版角川集團書籍的繁體中文版，和角川系動畫在台灣的代理。1999年設立「台灣國際角川書店」，2013年8月變更為現商號。
- 角川集團美國（香港）有限公司（Kadokawa Holdings U.S. in Hong Kong Limited） - 統括角川集團在中國大陸影城事業的控股公司。
- 角川平方集团（马）有限公司（Kadokawa Gempak Starz Sdn.Bhd.）
- 角川平方集团（新）私人有限公司
- KADOKAWA Contents Academy株式會社 - 位於東京的角川集團本社，負責以亞洲為中心的海外漫畫、動畫聲優人才培育事業。2013年10月成立「KADOKAWA International Edutainment株式會社」，2014年6月16日更為現名。
  - 台灣角川國際動漫股份有限公司（KADOKAWA International Edutainment (TAIWAN)Co.,Ltd.） - KADOKAWA Contents Academy於2014年1月在海外設立的首家子公司，經營內容為台灣的動漫產業人才培育。2023年5月2日更名為「創羽國際動漫股份有限公司」（KCA International Edutainment (TAIWAN) Co., Ltd.）。

### 權益法適用公司
- 日本映画衛星放送（日语：日本映画衛星放送）株式會社 - 出資16.7%的權益法適用公司。主營電影放送事業。
- 株式會社KIDS NET（日语：キッズネット (企業)） - 與UP-FRONT GROUP合資、出資21.2%的權益法適用公司。主營出版、聲優的培育和管理業務。
- 株式會社docomo Anime Store - 與NTT DOCOMO合資、出資40%的權益法適用公司。主營智能手機動畫配信、媒體內容的版權管理、許可業務、動畫製作出資等。
- 安利美特股份有限公司（Animate Oversea Co., Ltd.） - 與安利美特、台灣農學社合資，主營台港安利美特門店的營運。
- 廣州天聞角川動漫有限公司（Guangzhou Tianwen Kadokawa Animation and Comics Co., Ltd.） - 與中南出版傳媒集團合資、出資49%的權益法適用公司。主營角川集團書籍在中國大陸的引進出版。
- 新華角川影業（香港）集團有限公司（Sunwah Kadokawa (Hong Kong) Group Ltd） - 與香港新華傳媒集團合資、出資45%的權益法適用公司。主營中國大陸電影院的投資建設與運營。
- 株式會社日本電子圖書館Service - 與紀伊國屋書店、講談社合資，主營學校、公立圖書館的電子書籍借閱服務。
- 株式會社Reinforce - 與多玩國、Hearts United Group（日语：ハーツユナイテッドグループ）合資，主營遊戲關聯情報服務的企劃、開發、運營。

## 其它企業
- ASMIK ACE娛樂株式会社

曾是角川映畫旗下分公司，在2010年出清股份後，已納入住友集團。
- 角川春樹事務所

曾打響角川電影名號的製作公司，在角川集團已被合併。現為角川春樹自行開設的公司，跟角川集團無關。

## 事件

### 御家騷動
1992年，社長角川春樹主導的角川電影《開羅紅寶石》《天與地》等作品票房不佳，而副社長角川歷彥主導的《Comptiq》等雜誌獲得較大收益。兩人圍繞著180億日圓的負債與入社的春樹長子待遇產生對立，使角川春樹抱有對角川歷彥是否會奪取公司的猜疑。9月1日角川春樹以非法匯款為由事實上解除了角川歷彥信任的常務董事一職，同月14日角川歷彥辭去角川書店副社長及子公司角川Media Office社長一職，之後角川Media Office絕大多數職員也紛紛跟隨角川歷彥辭職，成立MediaWorks。
另一方面，角川歷彥辭職後，在同月18日的臨時股東大會上宣佈角川Media Office與角川書店吸收合併，春樹長子則擔任董事國際部部長兼社長室室長。但春樹長子由於在1993年2月被《週刊文春》爆出因對同性進行性騷擾一事被起訴而退職。
1993年7月，角川書店写真室係長在成田國際機場因走私可卡因而被當場逮捕，8月11日角川集團關聯公司職員被捕，同月角川書店總部及位於洛杉磯的分公司被扣押搜查。角川書店勞動組合及除春樹外的全體董事要求解除角川春樹社長的職務。8月28日角川春樹被千葉縣警方以走私毒品及侵吞公司公款等罪名逮捕，9月2日辭去社長一職。9月15日角川歷彥作為顧問回歸，並在10月19日召開的臨時股東大會上以兼任MediaWorks社長的的形式就任角川書店社長。

### 動物朋友監督替換事件
2017年9月25日，以《動物朋友》系列成名的的動畫監督達紀在推特上公告，表示收到角川通知，自己已經被排除在《動物朋友》動畫第2季製作成員之外，引起大量日本及台灣等地區的《動物朋友》愛好者關注跟不平。
當天晚上，角川集團的股價下挫5.18%，但在隔天開盤後迅速恢復，並無對角川造成重大影響。
日本方面已有網友發起連署，反對角川集團抽換監督的決定 ，在發起後三小時內聯署人數就超過一萬兩千多人。
與角川集團業務相關的武士道公司社長木谷高明，將此事件網路沸騰的情況比喻成職業摔角：「別讓人看到在場外亂打一通，這樣對支持的來客是很失禮的。」 ，此話引起衆多粉絲社群憤怒，認為木谷高明不該對角川的錯誤做辯護。而角川多玩國的社長川上量生得知此事件后則表示「我很擔心達紀監督被撤換，也非常肯定他的貢獻。無論角川或多玩國，關於這件事沒什麽是不能談的，但至於結果會如何，目前還未瞭解掌握狀況。」
2017年9月27日凌晨，角川團隊於《動物朋友》官方網站發布聲明，稱由於公司方面希望結合動畫、舞台劇、遊戲等平台來擴充《動物朋友》的世界觀，因此將使用新的體制進行後續動畫的製作與發展，達紀所屬的動畫製作公司「八百萬」（ヤオヨロズ）是因為無法接受製作合約而辭退，而並非遭到角川團隊抽換。聲明中亦表示「八百萬」可能有越過角川私自授權廣告合作的嫌疑，但是跟《動物朋友》有廣告合作關係的公司，包括日本中央競馬會與日清食品皆在官網上加註聲明，表示所有合作案都是與角川和動物朋友製作委員會直接洽談，並無任何越權行為。

### 中國大陸企業騰訊入股
角川集團在2021年10月29日與騰訊達成資本業務協議，並且騰訊將出資收購角川透過第三方配股發行的新股，騰訊將來共持股 6.89％，成為日本角川第三大股東。 對此，社長夏野剛接受 Abema 新聞採訪提到，日本的動漫相關作品在中國相當受到歡迎，騰訊對於動漫作品改編成遊戲非常感興趣，於是騰訊希望成為相關製作委員會的一份子，於是角川同意和騰訊共同建立合作關係，並且根據投資比例給予角川在中國開發遊戲的權利。夏野認為日本擅長設定故事和創造新事物，比中國和韓國還強，與騰訊合作比起失去的東西，得到的反而更多。

### 2020年東京奧運會行賄事件
角川作為2020年东京奥运会官方贊助商之一，2022年9月3日被爆出曾於2019年以咨詢費名義賄賂組委會理事高橋治之，角川被選定為贊助商後，除了28000萬日圓的贊助費，還受高橋治之指示向其熟人深見和政經營的公司的銀行賬戶支付約7000萬日圓。角川先是對此表示否認，但隨後9月6日東京地方檢查廳特別搜查部對角川集團總部及會長角川歷彥和副會長松原眞樹搜家，並逮捕了時任專務芳原世幸和擔當室長馬庭教二，而角川歷彥本人也於9月14日被逮捕。之後於10月4日角川歷彥和松原眞樹分別辭去會長和副會長一職，同時設立監察委員會。

## 相關項目
- 角川書店
- ASCII Media Works
- Enterbrain
- Media Factory
- 富士見書房
- 角川映畫
- 台灣角川
- 角川集團亞洲
- 角川洲立
- 天闻角川
- 香港角川
- 安利美特

## 外部連結
- http://www.kadokawa.co.jp/ （页面存档备份，存于）
- http://ir.kadokawa.co.jp/ （页面存档备份，存于）
- 的X（前Twitter）